# Trichophoroides albisparsus
Trichophoroides albisparsus là một loài bọ cánh cứng trong họ Cerambycidae.